# Corvita
CorVita AB var ett kristet medieföretag som ägdes av Internationella Bibelsällskapet och gav ut biblar och allmän kristen litteratur. Förlagets verksamhet startade i augusti 2006 och bedrevs från Vellinge, utanför Malmö. Företaget försattes i konkurs den 4/12 2008 och såldes sedan i februari 2009.